# Abadía de Brecht

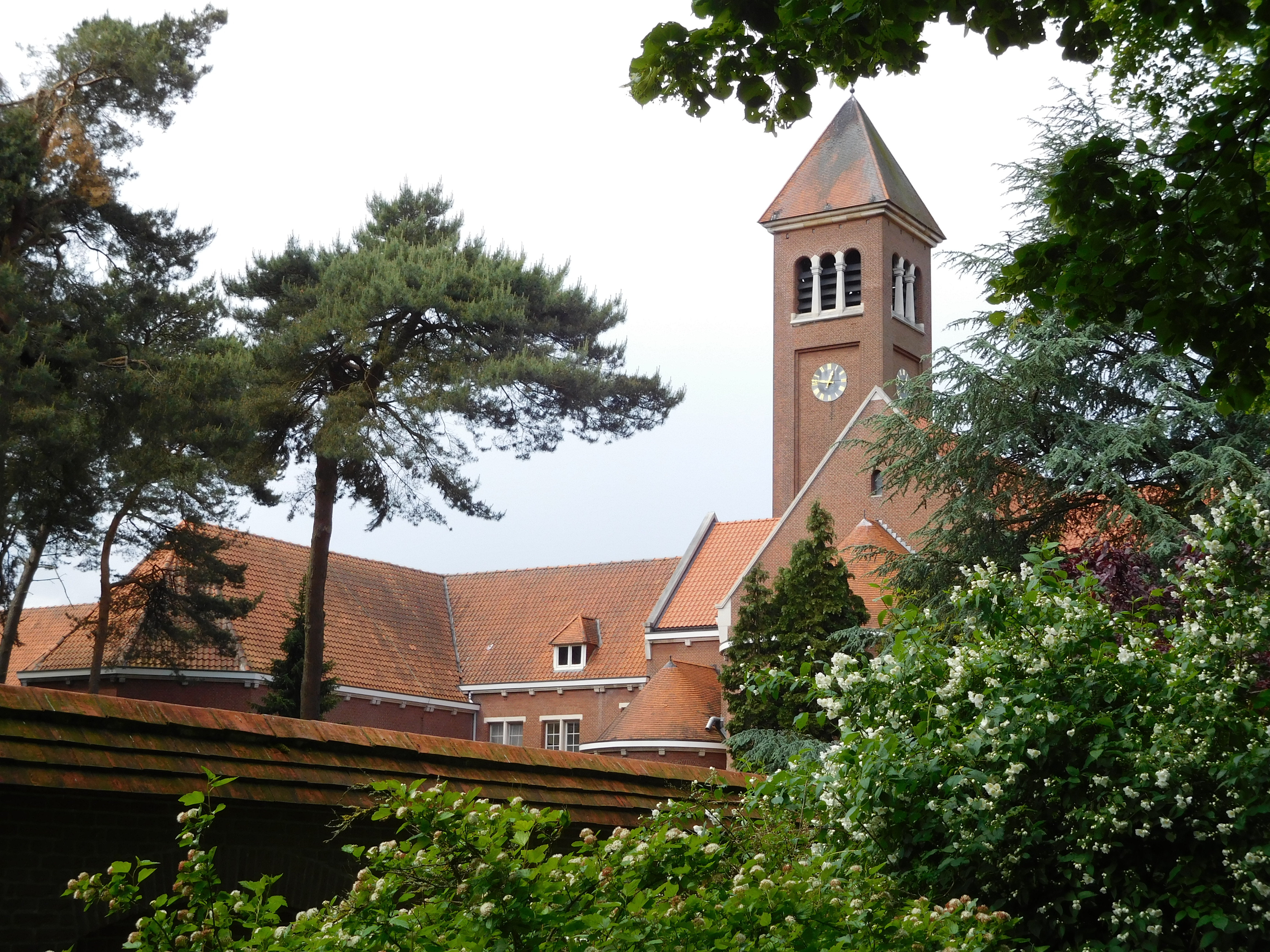
Abadía de Brecht en Amberes, Bélgica.

La Abadía de Brecht, también conocida como la Abadía de Nuestra Señora de Nazaret, es una abadía de monjas trapenses situado en Brecht, en la región de Campine de la provincia de Amberes (Flandes, Bélgica). La vida en la abadía se caracteriza por la oración, la lectura y el trabajo manual, los tres elementos básicos de la vida trapense.

## Historia
En 1236 el monasterio de Nuestra Señora de Nazaret en Lier (Ducado de Brabante) fue aceptado en la Orden Cisterciense. La beata Beatriz de Nazaret (1200-1268) fue su primera priora.
Durante cinco siglos la abadía floreció, hasta 1797, cuando fue cerrado después de la Revolución francesa, cuando el ejército revolucionario francés ocupó los Países Bajos Austriacos. La abadía no se recuperó desde de la clausura, incluso después de la Revolución Belga de 1830, cuando Bélgica se independizó del Reino Unido de los Países Bajos.
En el siglo XX se hicieron varios intentos para restablecer la abadía en diferentes lugares. Durante la Segunda Guerra Mundial en 1943, Henri van Ostayen estaba a favor de la localización de la nueva abadía, en Brecht, de la que fue burgomaestre, pero murió en Amberes por la explosión de un misil V-1 antes del final de la guerra. Su propuesta, sin embargo, fue apoyada y acogida por Dom Robertus (Edward Jozef Modesto) Eyckmans, abad de la cercana abadía trapense de Westmalle. Fue capaz de obtener el acuerdo de la Abadía de Soleilmont y estas proporcionaron doce monjas necesarias para establecer una nueva fundación. El 12 de octubre de 1945, la organización para la fundación de una nueva abadía ya estaba en marcha, y en 1946 se adquirieron unas 16 Hectáreas de tierras en Brecht para el nuevo edificio, ya que el antiguo sitio en Lier ya no estaba disponible. Los monjes de la Abadía de Westmalle prepararon el sitio del monasterio de las monjas, que estuvo listo a finales de 1949.
Trece monjas trapenses partieron de Soleilmont en dirección a Brecht el 23 de junio de 1950: la abadesa Inés Swevers con las hermanas Lucía Delaere, Heleen Steylaers, Humbelina Roelandts, Idesbalda van Soest, Lutgard Smeets, Maria Marlier, Petra Belet, Juliana Rutten, Harlindis Gerits, Roberta Koeken, Alberica Hauchecorne, y la novicia Roza van den Bosch. El monasterio fue inaugurado oficialmente el 25 de junio de 1950, y el 3 de febrero de 1951, fue elevado a la categoría de abadía independiente. La iglesia fue consagrada el 22 de octubre de 1954.
La abadía de Brecht fundó la abadía de Nuestra Señora de Redwoods en el año 1962 en Whitethorn, California, los Estados Unidos, y a continuación, en 1970, el priorato de Nuestra Señora de Klaarland en Bocholt, Bélgica.[cita requerida]

## Productos
Las monjas de la abadía de producir varios productos con el sello de la Asociación Internacional Trapense, tales como cosméticos, productos de limpieza, objetos litúrgicos, así como carteles hechos a mano y banderas.

## Entierros
- Beatriz de Nazaret
- Cistercienses
- Trapenses